# Université d'État de gestion (Moscou)
L'université d'État de gestion (en russe : Государственный университет управления) est une université de Moscou. 
L'université a été fondée en 1919. Elle compte 22 facultés ou départements.

## Anciens élèves
- Elena Batourina, femme d'affaires
- Sergueï Glassiev, économiste et homme politique
- Nikolaï Sarkisov, homme d'affaires